# Limonethe annulicornis
Limonethe annulicornis là một loài tò vò trong họ Ichneumonidae.